# Aspiromitus macounii
Aspiromitus macounii là một loài rêu trong họ Anthocerotaceae. Loài này được M. Howe R.M. Schust. mô tả khoa học đầu tiên năm 1987.